# جی‌پی‌ال ۷۸۵۷۷
سیارک ۷۸۵۷۷ (به انگلیسی: 78577 JPL، نامگذاری:2002RG232) هفتاد و هشت هزار و پانصد و هفتاد و هفتمین سیارک کشف شده‌است که در ۱۰ سپتامبر ۲۰۰۲ کشف شد.